# Microthremma caudatum
Microthremma caudatum är en nattsländeart som beskrevs av Oliver S. Flint Jr. 1970. Microthremma caudatum ingår i släktet Microthremma och familjen Helicophidae. Inga underarter finns listade i Catalogue of Life.